# Bryan Adams
Bryan Guy Adams OC, OBC, (sinh ngày 5 tháng 11 năm 1959) là một ca sĩ nhạc rock, nghệ sĩ guitar, nhạc sĩ, nhiếp ảnh gia người Canada. Một trong những album nổi tiếng của ông là Reckless, 18 til I Die, và Waking Up the Neighbours.
Adams đã được tặng thưởng các huân chương Order of Canada và Order of British Columbia do những đóng góp của ông cho nhạc popular và công tác từ thiện. Ông cũng là người đã được bầu chọn vào Canada's Walk of Fame năm 1998, và gần đây hơn ông đã được bổ nhiệm vào Music Hall of Fame tại Juno Award của Canada tháng 4 năm 2006. Ông đã được đề cử cho 3 giải Academy Awards cho công việc viết bài hát, và gần đây đã được đề cử giải Golden Globe (2007) lần thứ 5 cho bài hát do ông viết trong phim Bobby.

## Thời thơ ấu
Adams sinh ra tại Kingston, Ontario trong một gia đình có bố mẹ là người Anh, nhưng cũng có tổ tiên là Malta, bà và bà cố của ông có nguồn gốc Malta,. Cá nhân ông đã tỏ lòng kính trọng những người tổ tiên Malta của mình tại một buổi hòa nhạc lớn tổ chức ở Malta ngày 28 tháng 6 năm 2007.
Ông đã từng sống ở Anh, Israel, Pháp, Bồ Đào Nha, và Áo với bố mẹ làm nghề ngoại giao suốt thập niên 1960. Họ thường định kỳ trở về Ottawa, Ontario, Canada  cho đến khi họ định cư ở Victoria, British Columbia, Canada năm 1973. Adams đã bắt đầu sự nghiệp âm nhạc sau khi đã bỏ học lúc lên 15 tuổi.

## Danh sách album
- 2022: Classic
- 2022: So Happy It Hurts
- 2022: Pretty Woman - The Musical
- 2019: Shine a Light
- 2015: Get Up
- 2014: Tracks of My Years
- 2008: 11
- 2005: Anthology
- 2004: Room Service
- 2002: Spirit: l'étalon des plaines
- 2002: Spirit: stallion of the cimarron
- 1999: The Best Of Me
- 1998: On a Day Like Today
- 1997: MTV Unplugged
- 1996: 18 Til I Die
- 1993: So Far So Good
- 1991: Waking Up the Neighbours
- 1989: Live!Live!Live!
- 1987: Into The Fire
- 1984: Reckless
- 1983: Cuts Like A Knife
- 1981: You Want It You Got It
- 1980: Bryan Adams